# Nokia 500
Nokia 500 – telefon wyprodukowany przez firmę Nokia, wprowadzony do sprzedaży pod koniec 2011. Jest jedynym urządzeniem bez GPU działającym pod kontrolą Symbiana Anny z aktualizacją do Nokii Belle Refresh.

## Bateria
Bateria	Li-Ion 1110 mAh.
- czas czuwania w 2G 500 godzin
- czas czuwania w 3G 455 godzin
- czas rozmów w 2G 420 minut
- czas rozmów w 3G 300 minut
- czas odtwarzania muzyki 35 godzin (19,5 godziny przy użyciu zestawu słuchawkowego Bluetooth)
- czas odtwarzania filmów 5,3 godziny
- czas nagrywania filmów 1,5 godziny

## Multimedia
- radio z RDS
- odtwarzacz muzyki
- odtwarzacz wideo

## Nawigacja
- Kompas
- GPS